# 小原田村
小原田村（こはらだむら）は福島県安積郡にかつて存在した村である。

## 地理
- 現在の郡山市の中部に位置する。
- 村は阿武隈川の西岸に位置する。

## 歴史

### 村域の変遷
- 1889年（明治22年）4月1日 - 町村制施行により、小原田村・横塚村が合併し安積郡小原田村が発足。
- 1924年（大正13年）9月1日 - 郡山町と合併し郡山市が発足。同日小原田村廃止。

変遷表
| 1868年 以前 | 1868年 以前 | 明治9年      | 明治12年 | 明治22年 4月1日 | 大正13年 9月1日 | 現在   |
| ----------- | ----------- | ------------ | -------- | --------------- | --------------- | ------ |
|             | 小原田村    | 永盛村の一部 | 小原田村 | 小原田村        | 郡山市          | 郡山市 |
|             | 横塚村      | 郡山村の一部 | 横塚村   | 小原田村        | 郡山市          | 郡山市 |

## 大字
- 小原田（こはらだ）
- 横塚（よこづか）

## 人口・世帯

### 人口
総数 [単位： 人]
| 1889年（明治22年） | 1,732 |
| 1920年（大正 9年） | 2,690 |

### 世帯
総数 [単位： 世帯]
| 1920年（大正 9年） | 471 |